# Billy Burns
William Lawrie (Billy) Burns (East Oxford, 24 maart 1875 - Winnipeg, 6 oktober 1953) was een Canadees lacrossespeler. 
Met de Canadese ploeg won Burns de olympische gouden medaille in 1904.

## Resultaten
- 1904  Olympische Zomerspelen in Saint Louis